# Đerdapska klisura
Đerdapska klisura je najduža i najveća klisura u Europi. 
Đerdapska klisura predstavlja skladnu (čine ga naizmjence 4 kotline i 4 klisure), antescedentnu (usijecanje korita je išlo paralelno s tektonskim pomicanjima) dolinu i ona izgleda ovako:
1. Golubačka klisura
2. Ljupkovska kotlina
3. Klisura Gospođin vir
4. Donjomilanovačka kotlina
5. Klisura Kazan
6. Oršavska kotlina
7. Sipska klisura
8. Vlaško-pontijska nizina

U klisuri ima arheoloških nalaza i kulturno-povijesnih spomenika, kao što su naselje Lepenski vir, Golubački grad, ostatci Trajanova mosta, Trajanove ploče, kao i razni očuvani primjeri narodne slavenske arhitekture.
Nakon izgradnje Hidroelektrane Đerdap došlo je do podizanja razíne vode i tako je nastalo akumulacijsko Đerdapsko jezero.